# Alysia Montaño
Alysia Montaño (née Johnson), född den 23 april 1986 i New York, är en amerikansk friidrottare som tävlar i medeldistanslöpning.
Johnson deltog vid VM 2007 i Osaka på 800 meter men blev utslagen i försöken. Vid inomhus-VM 2010 i Doha blev hon bronsmedaljör på samma distans på tiden 1.59,60.
Montaño deltog 2014 i USATF:s USA Outdoor Championships på 800 meter när hon var gravid i åttonde månaden med sitt första barn. Hon sprang på 2.32,13. Tre år senare, 2017, väntandes sitt andra barn och gravid i femte månaden, deltog hon igen och kom in på tiden 2.21,40. Båda gångerna kom hon sist.

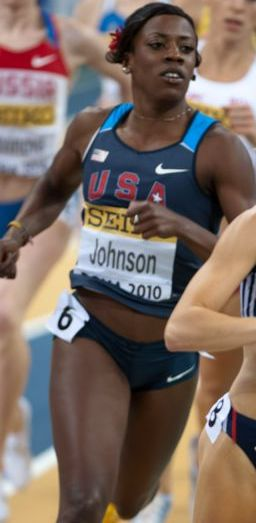
Alysia Montaño (då Johnson) i Doha, 2010

## Personliga rekord
- 800 meter - 1.59,29 från 2007